# Uraninit
Uraninit là một khoáng vật và quặng giàu urani có tính phóng xạ với thành phần hóa học chiếm chủ yếu là UO2, nhưng cũng có chứa UO3 và các oxide chì, thori, và nguyên tố đất hiếm. Nó thường được gọi là pitchblend. Khoáng vật được biết đến từ thế kỷ 15 trong một mỏ bạc ở vùng núi Erzgebirge, Đức. Tuy nhiên, loại quặng manh tính địa phương là ở Jáchymov, Cộng hòa Czech do F.E.Brückmann miêu tả vào năm 1727.  M.Klaproth đã phát hiện ra nguyên tố urani trong quặng Pitchblend của mỏ Johanngeorgenstadt ở Đức năm 1789.

## Thành phần
Tất cả các khoáng vật uraninit đều chứa một lượng nhỏ radi ở dạng sản phẩm phân rã phóng xạ từ urani; Marie Curie đã phát hiện ra radi trong quặng pitchblend ở Jáchymov, Cộng hòa Czech. Uraninit cũng luôn chứa một lượng nhỏ đồng vị chì Pb-206 và Pb-207, là các sản phẩm cuối cùng của chuỗi phân rã phóng xạ từ các đồng vị U-238 và U-235. Một lượng nhỏ heli cũng có mặt trong quặng uraninit ở dạng sản phẩm phân rã alpha. Heli được tìm thấy đầu tiên trên Trái Đất trong quặng uraninit sau khi các phát hiện sự có mặt của nó trong khí quển của Mặt Trời bằng phương pháp quang phổ. Nguyên tố tecneti cực kỳ hiếm có thể tìm thấy trong uraninit với hàm lượng rất nhỏ (khoảng 0,2 ng/kg), là sản phẩm được sinh ra trong sự phân hạch liên tục của U-238.

## Phân bố
Uraninit là quặng chính của urani. Một dạng của pitchblend được tìm thấy rất nhiều ở Great Bear Lake, Northwest Territories thuộc Canada cùng với bạc. Một số quặng urani chất lượng cao trên thế giới được tìm thấy ở bồn trũng Athabasca, miền bắc Saskatchewan. Nó cũng được tìm thấy ở Úc, Đức, Anh, và Nam Phi. Ở Hoa Kỳ, nó có thể được tìm thấy ở các bang New Hampshire, Connecticut, Bắc Carolina, Wyoming, Colorado, Arizona và New Mexico.
Quặng urani thường được xử lý trong các khu vực khai thác mỏ thành dạng bánh vàng (yellowcake), là một sản phẩm trung gian trong quá trình sản xuất urani.